# ブレント・リリブリッジ
ブレント・スチュワート・リリブリッジ（Brent Stuart Lillibridge, 1983年9月18日 - ）は、アメリカ合衆国ワシントン州エバレット出身の元プロ野球選手（内野手・外野手）。

## 経歴

### プロ入り前
高校卒業後に入学したワシントン大学では1学年下にティム・リンスカムがいた。
2003年7月に開催されたサントドミンゴパンアメリカン競技大会の野球アメリカ合衆国代表に選出された。

### プロ入りとパイレーツ傘下時代
2005年、大学卒業後のMLBドラフトでピッツバーグ・パイレーツから4巡目（全体121位）で指名され、6月17日に契約。この年は、傘下のA-級ウィリアムズポート・クロスカッターズでプレーした。
2006年はA級ヒッコリー・クロウダッズ、A+級リンチバーグ・ヒルキャッツでプレーした。

### ブレーブス時代
2007年1月19日にマイク・ゴンザレスと共に、アダム・ラローシュ、ジェイミー・ロマックとのトレードでアトランタ・ブレーブスに移籍した。AA級ミシシッピ・ブレーブスでプレー後、6月からAAA級リッチモンド・ブレーブスに昇格した。
2008年はAAA級リッチモンドでプレーした。4月26日にメジャー初昇格し、同日のニューヨーク・メッツ戦でメジャーデビュー。

### ホワイトソックス時代
2008年12月4日にタイラー・フラワーズ、ジョン・ギルモア、サントス・ロドリゲスと共に、ハビアー・バスケス、ブーン・ローガンとのトレードで、シカゴ・ホワイトソックスに移籍した。
2009年は、開幕をメジャーで迎え4月11日には球団史上10000本目の本塁打を放った。5月に成績不振で傘下のAAA級シャーロット・ナイツに降格した。10月4日に再び昇格した。
2010年はAAA級シャーロットでプレー後、6月にメジャー昇格した。
2011年はシーズンすべてをメジャーで過ごした。

### レッドソックス時代
2012年6月24日にケビン・ユーキリスとのトレードで、ザック・スチュワートと共にボストン・レッドソックスに移籍。7月16日にDFAとなった。

### インディアンス時代
2012年7月24日にホセ・デラトーリとのトレードで、クリーブランド・インディアンスに移籍した。オフの11月26日にFAとなった。

### カブス時代
2013年1月10日にシカゴ・カブスとマイナー契約を結んだ。4月16日にDFAとなり、4月19日にウェーバー公示され、傘下のAAA級アイオワ・カブスに降格。

### ヤンキース時代
2013年6月21日にニューヨーク・ヤンキースに金銭トレードで移籍した。オフの10月31日にFAとなった。

### レンジャース傘下時代
2013年12月12日にテキサス・レンジャーズとマイナー契約を結んだ。
2014年は一年間傘下のAAA級ラウンドロック・エクスプレスでプレーした。オフにFAとなった。

### 現役引退後
ワシントン州リンウッドに野球スクールを設立し、指導者として活動している。

## プレースタイル
守備に関しては多彩な才能の持ち主で、内野・外野の全てのポジションを守ることができるユーティリティープレイヤー。

## 詳細情報

### 背番号
- 1 (2008年 - 同年終了)
- 18 (2009年 - 2012年途中)
- 23 (2012年途中 - 同年途中)
- 1 (2012年途中 - 同年終了)
- 20 (2013年 - 同年途中)
- 39 (2013年途中 - 同年終了)

### 代表歴
- 2003年パンアメリカン競技大会野球アメリカ合衆国代表